# Cikote (okręg maczwański)
Cikote (cyr. Цикоте) – wieś w Serbii, w okręgu maczwańskim, w mieście Loznica. W 2011 roku liczyła 948 mieszkańców.